# Eduardo García Belda
Eduardo García Belda, meglio noto come Miki (Valencia, 7 luglio 1955) è un allenatore di calcio a 5 ed ex giocatore di calcio a 5 spagnolo.

## Carriera

### Giocatore
Tra gli anni '80 e '90, agli albori del calcio a 5 in Spagna, gioca nel Distrito 10, che nel 1983 cambia nome in Valencia. Sempre in questo periodo fa parte della nazionale spagnola.

### Allenatore

#### La carriera in Spagna
Nel 1986 appende gli scarpini al chiodo e inizia la carriera di tecnico al Valencia, dove è cresciuto come giocatore. Dopo due anni passa al Castellón, dove rimane per 3 stagioni, allenando successivamente per un'annata Barcellona e Denia. Nel 1994 è nominato tecnico de ElPozo Murcia, qui in due stagioni conquista una Coppa nazionale e la relativa Supercopa (battendo i Campioni di Spagna del Saragozza). Dopo un'annata all'Ourense e due al Baix Maestrat, nel 1999 torna al Valencia dove rimane per 6 stagioni (intervallate da una al Castellón) portando la compagine biancoblù ai vertici del futsal nazionale, con una finale playoff nel 2001 e Supercoppa 2002, ma soprattutto, con la vittoria della Copa de España, sempre nel 2002 (la seconda della sua carriera). Lasciata Valencia, nel 2005 ritorna al Baix Maestrat dove rimane per un lustro.

#### Le esperienze all'estero
Nel dicembre 2011 lascia per la prima volta la Spagna, subentrando a David Ceppi sulla panchina del Real Rieti. Nonostante la salvezza raggiunta, a fine stagione non viene confermato dalla squadra sabina. L'anno successivo è nominato commissario tecnico del Qatar, dove rimane per un biennio. Il 31 ottobre 2016 torna in Italia, subentrando a Rino Chillemi sulla panchina dell'ambizioso Maritime Augusta. Dopo pochi mesi arrivano, a distanza di pochi giorni, la vittoria in Coppa Italia di categoria e la promozione in Serie A2. Nel novembre del 2019 ritorna al Real Rieti per sostituire il dimissionario Duda ma, dopo appena una settimana, è costretto a sua volta a rassegnare le dimissioni a causa di problemi familiari. Nel giugno del 2022, all'età di quasi 67 anni, annuncia il suo ritiro come allenatore.

## Palmarès
- Coppa di Spagna: 2
ElPozo Murcia: 1994-95
Valencia: 2001-02
- Supercoppa di Spagna: 1
ElPozo Murcia: 1995
- Campionato di Serie A2: 1
Maritime: 2017-18 (girone B)
- Coppa Italia di Serie A2: 1
Maritime: 2017-18
- Campionato di Serie B: 1
Maritime: 2016-17 (girone G)
- Coppa Italia di Serie B: 1
Maritime: 2016-17